# Cessna 340
Le Cessna 340 est un avion bimoteur du constructeur américain Cessna, qui a été produit entre 1971 et 1984.
Il avait une capacité totale de 6 places.

## Versions
- 340 : pressurisé, certifié en 1971
- 340A : pressurisé, certifié en 1975
- 335 : non pressurisé, certifié en 1979